# Golden Delicious
Golden Delicious es una  variedad cultivar de manzano (Malus domestica).
Cruce fortuito con posibles progenitores 'Grimes Golden' y 'Golden Reinette'. Una plántula casual encontrada en 1890 por A.H. Mullins, Clay County, estado de Virginia Occidental, EE. UU. Fue introducido en 1914 por los viveristas  "Stark Brothers". Las frutas tienen una pulpa crujiente, dulce y jugosa con un buen sabor aromático. Es una de las variedades de manzana más cultivadas en todo el mundo. En su estado óptimo de maduración tiene una forma redondeada, color de la piel amarillo, carne de consistencia crujiente, jugosa, ligeramente amargo y es rica en fructosa. En climas templados del hemisferio norte, se cosecha a partir de septiembre. Zona de rusticidad según el departamento USDA, de nivel 5.

## Sinónimos
- "Annit Apple",
- "Arany Delicious",
- "Mullins' Seedling",
- "Mullins' Yellow Seedling",
- "Stark Golden Delicious",
- "Yellow Delicious",
- "Arany delicious",
- "Delicios auriu",
- "Stark Golden Delicious",
- "香蕉苹果" ("Xiāngjiāo píngguǒ"),
- "Zlatna prevazhodna",
- "Zolotoe prevoshodnoe".[4][5]

## Historia

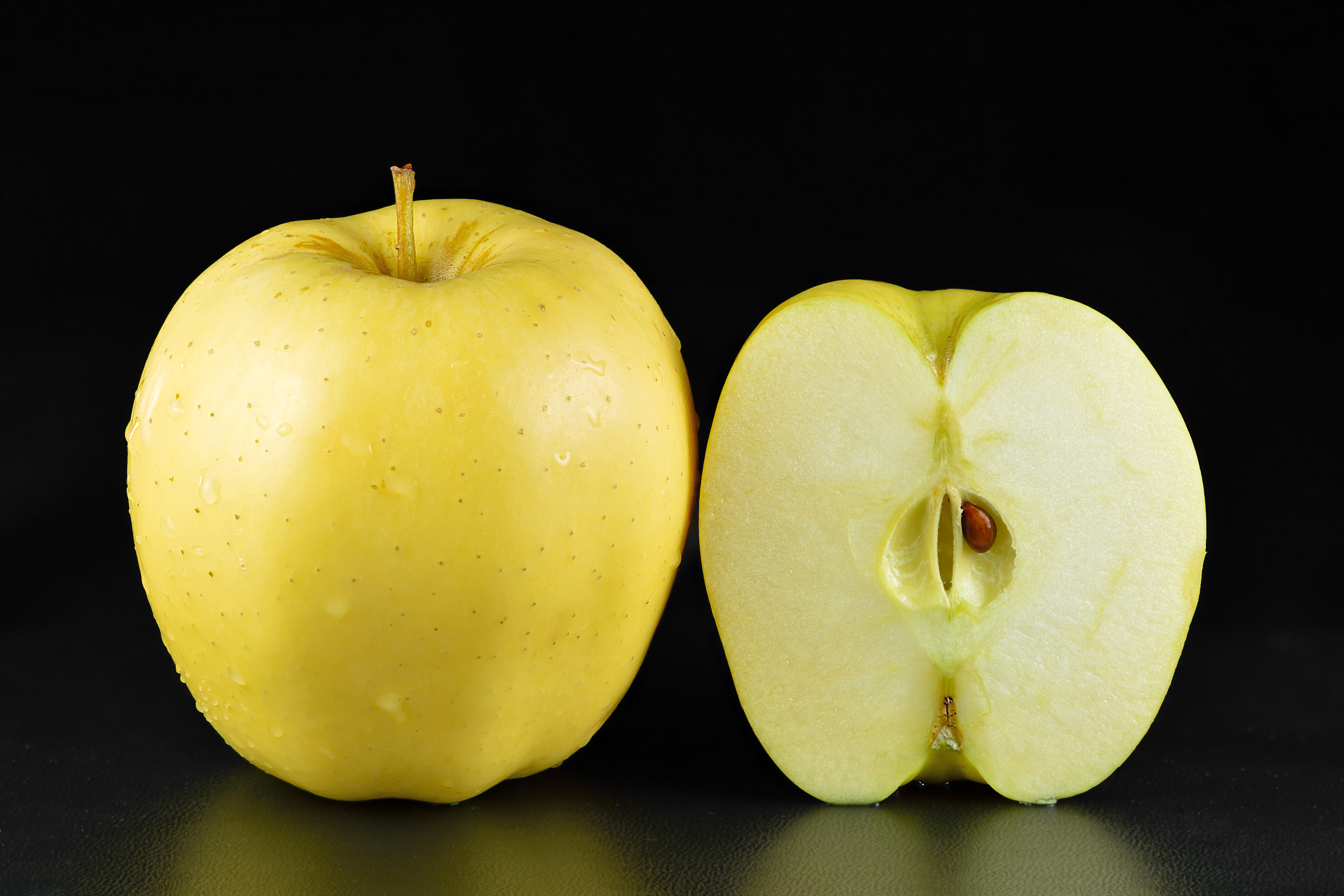
Golden Delicious

'Golden Delicious' es un cruce fortuito con posibles progenitores 'Grimes Golden' y 'Golden Reinette'. Plántula ocasional que apareció en 1891 en la granja de A.H. Mullins, en el condado de Clay en el estado de Virginia Occidental (Estados Unidos) y no fue comercializada hasta 1914 cuando los granjeros vendieron los derechos de multiplicación a los viveristas "Stark Brothers".
'Golden Delicious' está cultivada en diversos bancos de germoplasma de cultivos vivos tales como en National Fruit Collection (Colección Nacional de Fruta) de Reino Unido con el número de accesión: 1974-346 y Nombre Accesión : Golden Delicious (EMLA 1).

## Características
'Golden Delicious' tiene un tiempo de floración que comienza a partir del 7 de mayo con el 10% de floración, para el 11 de mayo tiene una floración completa (80%), y para el 19 de mayo tiene un 90% de caída de pétalos.
'Golden Delicious' tiene una talla de fruto mediano; forma oblonga, con una altura de 67.00mm y una anchura de 70.00mm; con nervaduras medias; epidermis con color de fondo amarillo, con sobre color naranja en una cantidad media-baja, con sobre color patrón chapa, "russeting" (pardeamiento áspero superficial que presentan algunas variedades) ausente o muy bajo; textura de la pulpa crujiente y color de la pulpa amarillento; los frutos son jugosos y dulces, con un rico y aromático sabor a nuez.
Su tiempo de recogida de cosecha se inicia a finales de octubre. En el almacenamiento se debe tener en cuenta que las manzanas son propensas a marchitarse y presentar oscurecimiento por los golpes que reciba.

## Progenie
'Golden Delicious' es el Parental-Madre de la variedades cultivares de manzana:
- Telstar
- Freyberg
- Korei
- Golden Melon
- Redgold
- Shinsei
- Mutsu
- Jonagold
- Odin
- Skinlite
- Magnolia Gold
- Sungold
- Ozark Gold
- Arlet
- Elstar
- Dorsett Golden
- Dukat Spur
- Sinta
- Criterion
- Kinrei
- Dukat
- Jonagored Supra
- Goro
- Goldjon
- Honeygold
- Priolov Delises
- Trajan
- Tsugaru
- Chehalis
- Cloden
- Nugget
- Charden
- Kougetsu

'Golden Delicious' es el Parental-Padre de la variedades cultivares de manzana:
- Imperial Gala
- Spencer
- Ivette
- Shin Indo
- Horei
- Spigold
- Rubin
- Hatsuaki
- Gala
- Greensleeves
- Summerland
- Ingol

'Golden Delicious' es origen de Desportes, nuevas variedades de manzana:
- Golden Delicious Horst No.2
- Doud Golden Delicious
- Starkspur Golden Delicious
- Golden Auvilspur
- Lysgolden
- Clear Gold
- Goldensheen
- Goldspur
- Courtagold
- Ed Gould Golden
- Elbee
- Golden Morspur
- Lemon Pippin
- Merrigold
- Penco
- Smoothee
- Testerspur Golden Delicious

## Usos
- Manzana dulce para comer, mantiene bien su forma cuando se cocina.
- Popular para la sidra de manzana blanda (ºBrix: 13.9/Gravedad específica: 1.056/Acidez: 5.5).
- Se utilizan mucho en las ensaladas, la salsa de manzana y el jarabe de manzana.
- Para la salsa de manzana, dependiendo del gusto individual, la cantidad de azúcar agregada se puede reducir a la mitad o incluso eliminar.[5]

## Ploidismo
Diploide. Autofértil, pero los cultivos mejoran con un polinizador compatible. Grupo de polinización : D, Día de polinización: 12.
En 2010 un consorcio italiano anunció que había secuenciado el genoma. Tiene el número más alto de genes (57.000) de cualquier genoma de plantas estudiado hasta la fecha.